# Saint Moluag's Cathedral

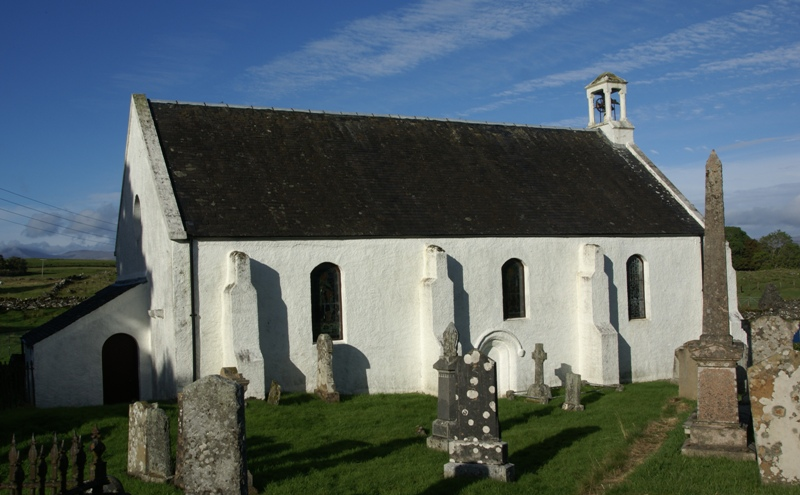
St Moluag's Cathedral. In het midden van de zuidmuur bevindt zich de voormalige hoofdingang tot het koor.

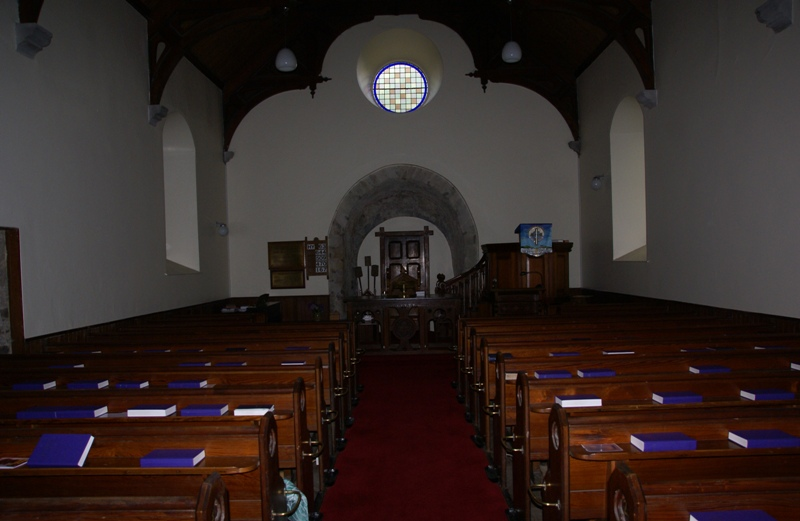
De preekstoel staat in de parochiekerk aan de westelijke zijde van het voormalige koor. De grote boog gaf toegang tot het schip van de kathedraal.

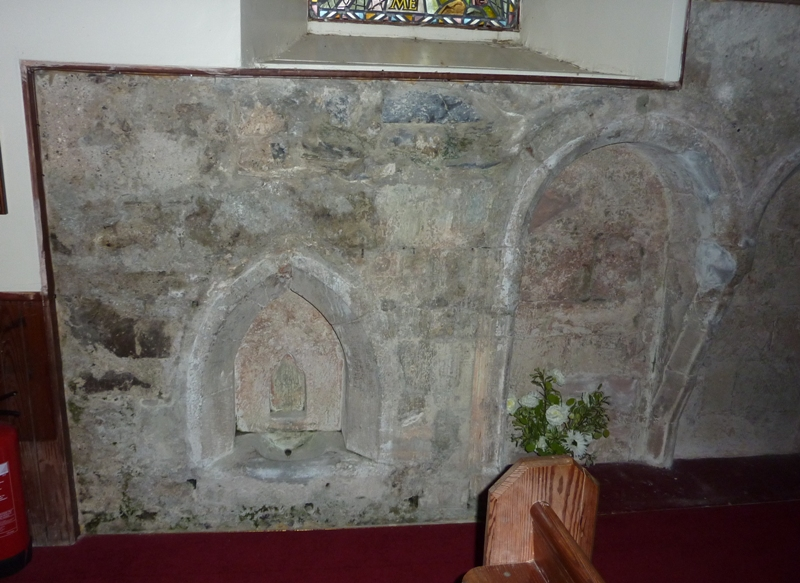
Piscina en sedilia in de zuidelijke muur.

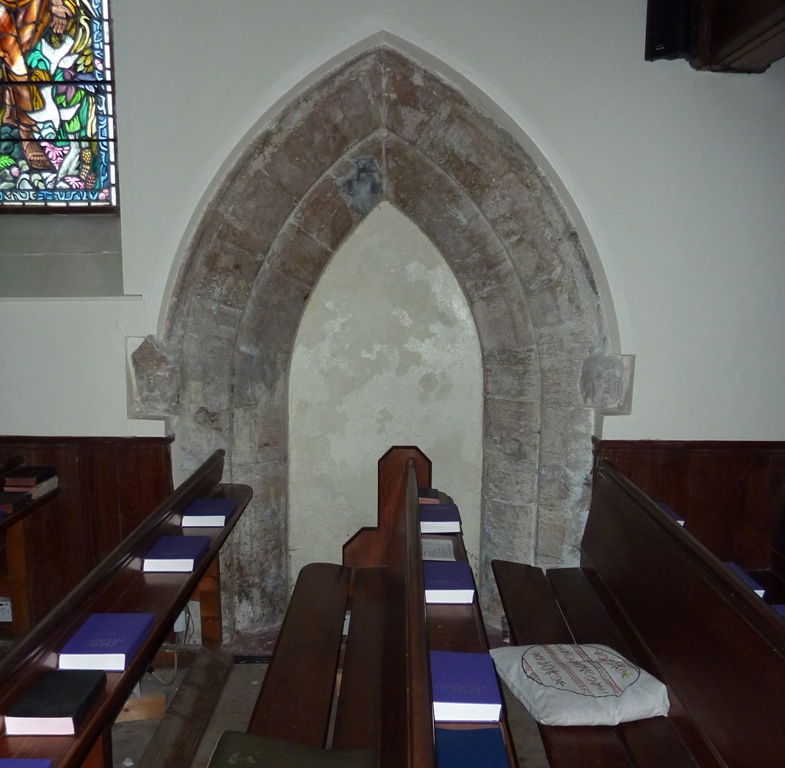
De voormalige doorgang naar een kapel in de noordelijke muur. Het linker hoofd stelt wellicht de bisschop Martin, bouwer van de kathedraal, voor.

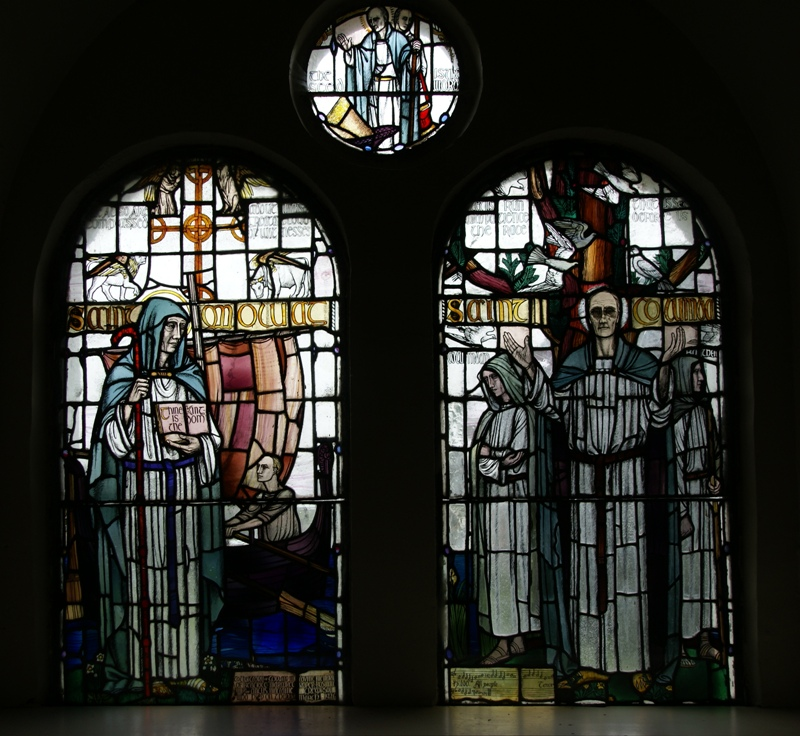
Ramen aan de oostzijde, voorstellende Sint Moluag en Sint Columba. Door Mary I. Wood, 1928.

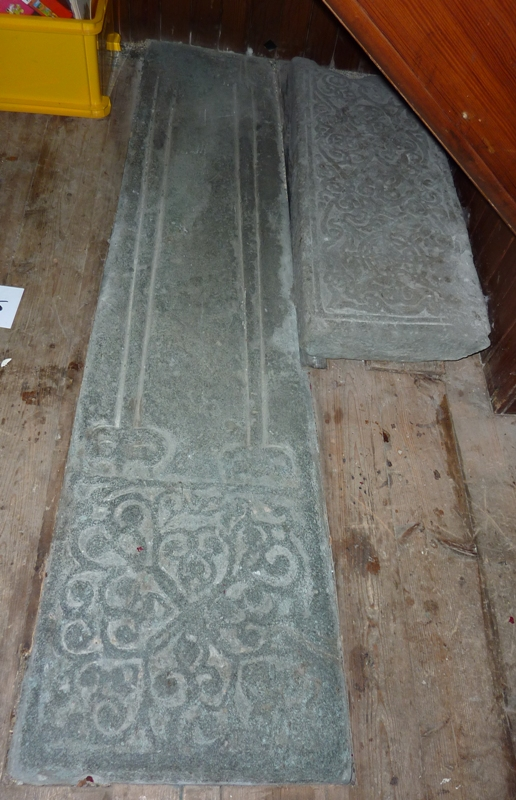
Grafstenen in de kerk. De grootste steen heeft twee afbeeldingen van een tau-staf, het symbool voor de functie van precentor.

Saint Moluag's Cathedral, ook Lismore Parish Church genoemd, is een veertiende-eeuwse voormalige kathedraal, gelegen in Clachan op het eiland Lismore in de Schotse regio Argyll and Bute. Sinds de achttiende eeuw dient het gebouw als parochiekerk van de Church of Scotland.

## Geschiedenis
Sint-Moluag was een Ierse heilige die volgens de traditie een christelijk klooster stichtte op Lismore tussen 561 en 564. Hij leefde in dezelfde tijd als Sint-Columba. Sint Moluag bezocht als missionaris grote delen van Schotland.
In de late twaalfde eeuw had het diocees van Argyll haar zetel op Lismore. In 1249 werd er pauselijke goedkeuring gehecht aan een plan om de bisschopszetel te verplaatsen, wat echter niet gebeurde.
St Moluag's Cathedral werd gebouwd aan het einde van de veertiende eeuw of aan het begin van de vijftiende eeuw. Bisschop Carmichael was de opdrachtgever. De kathedraal werd gebouwd door De Romein oftewel An Roimhanach.
De kathedraal diende als zetel van de bisschop van het diocees. In 1512 probeerde Jacobus IV zonder succes de bisschopszetel naar Saddell Abbey te verplaatsen.
Tot de zestiende eeuw woonden de bisschoppen van Lismore in het eveneens op het eiland gelegen vroeg veertiende-eeuwse Achanduin Castle.
Een deken van de kathedraal, ene James MacGregor, is de schrijver van het vroeg-zestiende-eeuwse manuscript dat bekendstaat als Book of the Dean of Lismore (het Boek van de Deken van Lismore), waarin vele Schotse gedichten, de meeste in Schots-Gaelisch, zijn verzameld.
Na de reformatie raakte de kathedraal in verval. Zo had het gebouw in 1679 geen dak meer. In 1749 werd de vloer van het koor met 61 centimeter verhoogd, de muren met 2,7 meter verlaagd en werd een dak aangebracht. Later werd aan de oostelijke zijde een vestibule bijgebouwd en werd er een nieuwe deur gemaakt. Aan de westzijde van het gebouw werd een ruimte gebouwd als sacristie. De kerk is sindsdien in gebruik als parochiekerk.
Enige restauraties werden in 1956 uitgevoerd door Ian Lindsay, waarbij onder andere de wandpleister werd verwijderd van de dichtgemetselde ingangen en van de sedilia.

## Bouw

### Kerk
De huidige, oost-westelijk georiënteerde parochiekerk bevat nog een deel van de veertiende-eeuwse, west-oostelijk georiënteerde kathedraal. Het originele gebouw bestond uit een rechthoekig koor, een schip en een vierkante toren aan het westelijk uiteinde. Het koor en schip tezamen waren veertig bij negen meter groot. Van de toren en van het schip zijn enkel de fundamenten overgebleven, die nog zichtbaar zijn aan de westzijde van de parochiekerk. Het koor is 16 bij 7 meter groot. Om de kerk heen bevindt zich een begraafplaats.
De kathedraal was gebouwd met lokale kalksteen en een donker rotsgesteente (whinstone), gecombineerd met wat zandsteen uit Ardtornish.
In de kerk bevindt zich naast de preekstoel aan het westeinde een boog, genaamd de Dorus Mor (de grote deur), die het koor scheidde van het schip.
In het kerkgebouw zijn aan de zuidmuur de piscina en de sedilia bewaard gebleven. De sedilia lijken vrij laag te zijn, doordat de vloer is verhoogd in 1749.
In de kathedraal bevinden zich metselaartekens, die metselaars gebruikten om hun werk te markeren. Het teken op de linkerboog van de piscina komt ook voor in het bisschoppelijke Achanduin Castle. Dit duidt erop dat de kathedraal en het kasteel deel uitmaakten van één bouwproject.
In de zuidelijke muur, ten westen van de sedilia, bevindt zich de nu dichtgemetselde hoofdingang tot de kathedraal. Aan zowel de binnen- als de buitenzijde van de kerk is deze ingang versierd met twee hoofden.
De dichtgemetselde doorgang in de noordelijke muur gaf ooit toegang tot een kleine kapel. De doorgang is versierd met twee hoofden, de linker van een bisschop en de rechter van een lagere geestelijke. Het linker hoofd is wellicht het hoofd van bisschop Martin die de kathedraal afbouwde.
In de vloer achteraan in de kerk (aan de oostzijde) bevindt zich een steen ter herinnering aan Duncan Stewart van Appin, die in Duart Castle werd vermoord aan het begin van de zestiende eeuw.
De parochiekerk bevat zeven gebrandschilderde ramen, waarvan twee laat twintigste-eeuwse ramen door Roland Mitton.
Er zijn drie zuidramen, namelijk Jezus en de vissers (1987, door Roland Mitton), De goede herder (1911) en Dorcas (1911). Op de oostelijke galerij bevinden zich drie ramen in jugendstil, gemaakt in 1928 door Mary I. Wood, onder andere voorstellende Sint Moluag en Sint Columba. In de noordmuur bevindt zich een raam met De Zaaier.
Aan de overzijde van de weg, elf meter ten zuidoosten van het kerkgebouw, bevindt zich de Sanctuary Stone, die vermoedelijk de grens tussen de geestelijke en de wereldlijke macht aangaf.

### Grafstenen
Er bevinden zich acht middeleeuwse grafstenen op het kerkhof en in de kerk, gemaakt in de stijl van de Loch Awe-school. Eén grafsteen op het kerkhof en de grafsteen in de kerk hebben een afbeelding van respectievelijk één en twee tau-staven, die symbool staan voor de functie van precentor, een geestelijke die onder meer optrad als voorzanger en ceremoniemeester.
Een van de grafstenen is de deksteen van een stenen grafkist uit de zestiende eeuw, gemaakt door een onafhankelijke beeldhouwer, wiens werk niet is toe te wijzen aan een specifieke stijl van een school. De grafsteen heeft een afbeelding van een claymore met erboven een leeuw en een griffioen.

## Beheer
St Moluag's Cathedral wordt beheerd door de Church of Scotland.